# Forze d'assalto aereo ucraine
Le Forze d'assalto aereo ucraine (in ucraino Десантно-штурмові війська України?, Desantno-šturmovi vijs'ka Ukraïny, o DShV), fino al 2017 note come Forze aeromobili ucraine (in ucraino Високомобільні десaнтні військa України?, Vysokomobil'ni desantni vijs'ka Ukraїny, o VDV), sono un ramo delle Forze armate dell'Ucraina. Schierano unità di terra ad alta prontezza prive di risorse aeree, costantemente pronte al combattimento; sono il ramo dell'esercito a più alta mobilità e sono considerate l'élite delle forze armate ucraine.

## Storia
Le Forze d'assalto aereo ucraine furono create nel 1992 a partire dalle unità aviotrasportate sovietiche che si trovavano in territorio ucraino dopo la dissoluzione dell'Unione Sovietica il 25 dicembre 1991. Nei 15 anni successivi i paracadutisti ucraini hanno partecipato a missioni di peacekeeping nei Balcani, in Iraq, Kuwait, Libano, Sierra Leone, Liberia, Etiopia, Georgia e Repubblica Democratica del Congo. Nel 2007 il 13º Battaglione aviotrasportato ha fatto parte del Battaglione polacco-ucraino, un'unità di pacificazione integrata nella Kosovo Force.

### Guerra del Donbass
Nell'agosto del 2014 la 95ª Brigata aviotrasportata condusse un'incursione dietro le linee dei separatisti. La brigata, rinforzata con una componente corazzata, lanciò un attacco a sorpresa contro le linee separatiste, sfondando nelle retrovie e combattendo per 450 km, distruggendo e catturando numerosi carri russi e pezzi d'artiglieria prima di ritornare fra le file ucraine, stabilendo un corridoio tramite cui permettere la ritirata di unità dell'esercito ucraino e dei civili intrappolati. L'azione fu una delle incursioni di truppe corazzate più in profondità della storia.

### Forza armata
Nel 2016 le Forze d'assalto aereo ucraine divennero un ramo indipendente delle Forze Armate, separandosi dalle Forze Terrestri.
Il 21 novembre 2017 (in occasione della giornata dei paracadutisti) il Presidente Petro Porošenko dichiarò che 469 paracadutisti erano stati uccisi durante la guerra in corso nel Donbass. Il 21 novembre 2018 il dato venne aggiornato a 478 caduti.

### Riforme del 2017
Il 21 novembre 2017 le Forze d'assalto aereo ricevettero le loro nuove insegne: la calotta di un paracadute "come simbolo delle unità aviotrasportate in tutto il mondo", le ali dell'arcangelo Michele e "la spada fiammeggiante con cui colpisce i nemici". Il colore ufficiale dei paracadutisti ucraini venne cambiato nell'amaranto, come per molte altre unità occidentali, ad esempio quelle italiane. Fu inoltre il primo anno in cui la giornata dei paracadutisti venne celebrata il 21 novembre, essendo in precedenza festeggiata il 2 agosto, come accadeva in Unione Sovietica.

## Struttura e organizzazione
Nel 2014 il personale di ogni brigata aviotrasportata fu elevato fino a 1.200 uomini. Attualmente il numero è di circa 3.000. Ogni brigata ricevette almeno un battaglione di artiglieria e uno di carri armati. La maggior parte delle brigate opera in 1-2 gruppi tattici di battaglione, ognuno dei quali, oltre ai battaglioni di fanteria, consta di fino a due battaglioni di artiglieria e almeno una compagnia di carri armati equipaggiati con APC e IFV. Durante l'invasione russa dell'Ucraina del 2022 quattro nuove brigate si sono aggiunte alle Forze d'assalto aereo: la 77ª aeromobile e l'82ª d'assalto aereo di nuova creazione, la 71ª cacciatori trasferita dalle Forze terrestri e la 148ª artiglieria dall'espansione di un battaglione. È stato inoltre formato un nuovo reggimento, il 78º d'assalto aereo, e un battaglione dedicato ai droni.
All'inizio del 2024 è stato costituito un corpo d'armata, il 7º Corpo d'assalto aereo, allo scopo di riunire sotto un unico comando tutte le brigate delle truppe d'assalto. Questo corpo fa seguito agli altri due, il 9º Corpo di riserva strategica e il 10º Corpo operativo, istituiti dall'esercito ucraino nel corso del 2023. Nell'aprile 2025, sulla base dell'82ª Brigata, è stato creato un secondo corpo d'armata, l'8º Corpo d'assalto aereo.
Al 2025, la struttura delle Forze d'assalto aereo è la seguente:

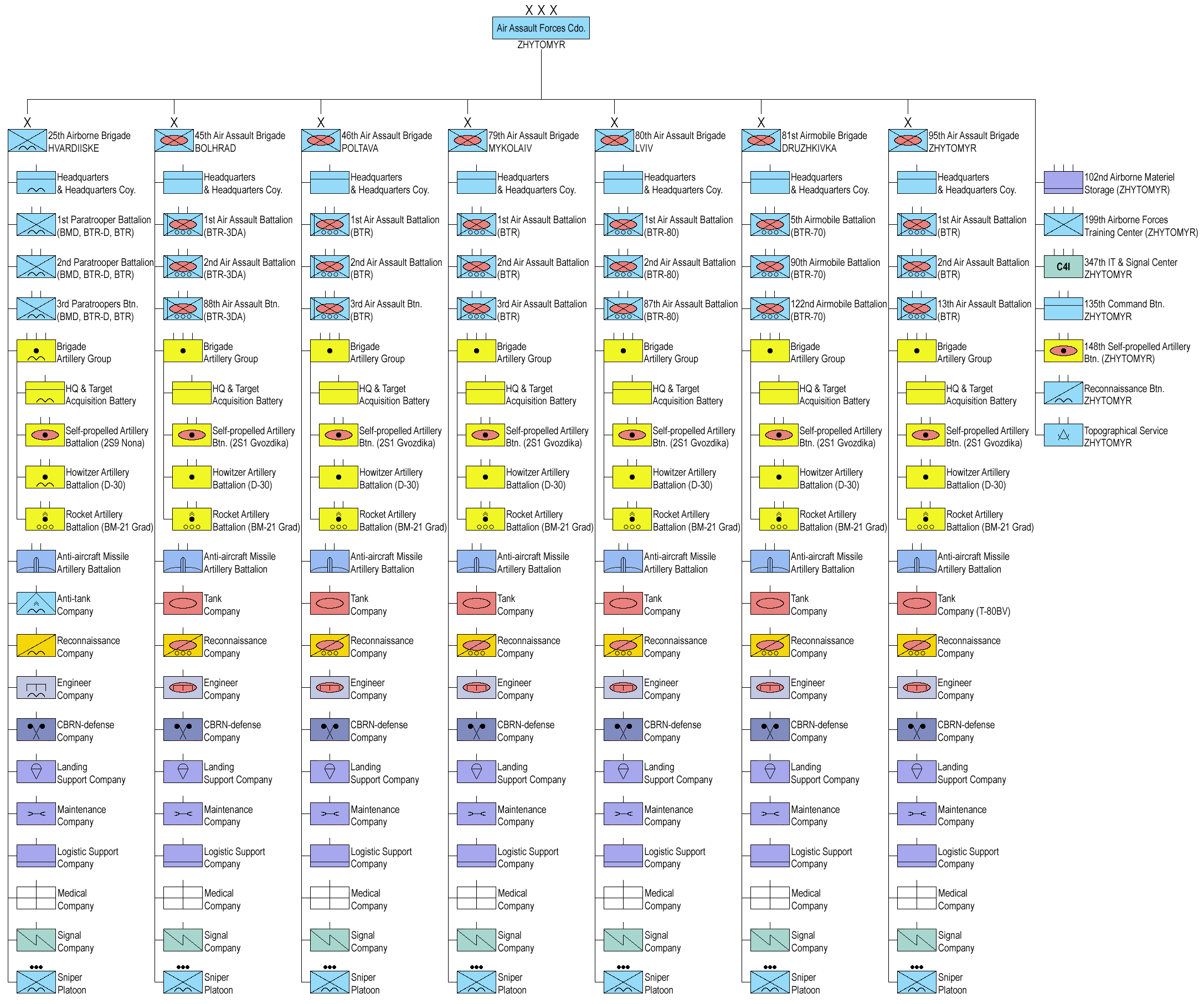
Struttura delle unità aviotrasportate ucraine nel 2017

 Comando delle Forze d'assalto aereo (Žytomyr, unità militare A3771)
- 7º Corpo d'assalto aereo
  -  25ª Brigata aviotrasportata "Sičeslav" (Hvardijs'ke, unità militare A1126)
  -  77ª Brigata aeromobile "Transdnipria" (Žytomyr, unità militare A4355)
  -  79ª Brigata d'assalto aereo "Tauride" (Mykolaïv, unità militare A0224)
  -  81ª Brigata aeromobile "Slobožanščina" (Kramators'k, unità militare A2120)
  -  78º Reggimento d'assalto aereo "Herts" (unità militare A7788)
  -  87º Battaglione comando (unità militare A4885)
- 8º Corpo d'assalto aereo (unità militare A5080)
  -  46ª Brigata aeromobile "Podolia" (Poltava, unità militare A4350)
  -  71ª Brigata cacciatori (Kremenčuk, unità militare A4030)
  -  80ª Brigata d'assalto aereo "Galizia" (Leopoli, unità militare A0284)
  -  82ª Brigata d'assalto aereo "Bucovina" (Černivci, unità militare A2582)
  -  95ª Brigata d'assalto aereo "Polesia" (Žytomyr, unità militare A0281)
  -  148ª Brigata artiglieria "Žytomyr" (Žytomyr, unità militare A3316)
  -  88º Battaglione comando
- 45ª Brigata d'assalto aereo (Bolhrad, sciolta nel 2020)
- 170º Reggimento logistico (Korostyšiv, unità militare A4633)
- 421º Battaglione sistemi senza pilota "Sapsan" (unità militare A5044)
- 23º Battaglione corazzato (Velykyj Kobylyn, unità militare A0229)
- 33º Battaglione genio (unità militare A4733)
- 132º Battaglione ricognizione (Žytomyr, unità militare A2298)
- 135º Battaglione comando (Žytomyr, unità militare A3204)
- 199º Centro addestramento (Žytomyr, unità militare A2900)
- 124ª Unità topografica (Žytomyr, unità militare A1977)
- 232ª Base di supporto unificata (Vinnycja, unità militare A0310)
- 347º Nodo informazioni e telecomunicazioni (Žytomyr, unità militare A0876)

## Comandanti

Stendardo del comandante delle DShV

- Colonnello Viktor Savečko (1992 - 1993) ad interim
- Maggior generale Vitalij Rajevs'kyj (1993 - 1998)
- Colonnello Ivan Jakubec' (1998 - 2005)
- Colonnello Serhij Lisovij (2006 - 2012)
- Colonnello Oleksandr Švec' (2012 - 2014)
- Colonnello Jurij Haluškin (giugno 2014 - gennaio 2015) ad interim
- Colonnello Volodymyr Ivanov (gennaio 2015 - marzo 2015) ad interim
- Tenente generale Mychajlo Zabrods'kyj (marzo 2015 - agosto 2019)
- Tenente generale Jevhen Mojsjuk (agosto 2019 - luglio 2021)
- Maggior generale Maksym Myrhorods'kyj (agosto 2021 - febbraio 2024)
- Brigadier generale Ihor Skybjuk (febbraio 2024 - giugno 2025)[17]
- Brigadier generale Oleh Apostol (giugno 2025 - in carica)